# No quiero dormir sola
No quiero dormir sola es una película de 2013, dirigida por Natalia Beristáin, su ópera prima, protagonizada por Adriana Roel y Mariana Gajá, basada en una anécdota de la directora con su abuela, la actriz Dolores Beristain. Fue producida por Woo Films y Chamaca Films.

## Argumento
Amanda (Mariana Gajá) es una joven solitaria que pasa las noches con un hombre sólo para cubrir su soledad. Su vida cambia cuando le informan que se tiene que hacer cargo de su abuela Dolores (Adriana Roel), una actriz retirada con problemas de alcoholismo y recuerdos de sus viejas glorias.

## Elenco
- Adriana Roel - Dolores
- Mariana Gajá - Amanda
- Leonardo Ortizgriz - Pablo
- Arturo Beristain - Padre de Amanda

## Premios y reconocimientos

### Premio Ariel(2014)
| Categoría                  | Persona                          | Resultado |
| -------------------------- | -------------------------------- | --------- |
| Mejor Película             | Mejor Película                   | Nominada  |
| Mejor Actriz               | Adriana Roel                     | Ganadora  |
| Mejor Coactuación Femenina | Mariana Gajá                     | Nominada  |
| Mejor Guion Original       | Natalia Beristáin Gabriela Vidal | Nominadas |
| Mejor Ópera Prima          | Natalia Beristáin                | Nominada  |